# Dun-le-Poëlier
Dun-le-Poëlier là một xã ở tỉnh Indre khu vực trung bộ Pháp. Xã này có diện tích 22,56 km², dân số thời điểm năm 1999 là 457 người. Khu vực này có độ cao từ 87-140 mét trên mực nước biển.